# Hans Steinert
Pour les articles homonymes, voir Steinert (homonymie).
Hans Gustav Wilhelm Steinert, né le 10 avril 1875 à Dresde et mort le 3 novembre 1911 à Leipzig est un médecin interniste et neurologue allemand connu comme auteur de la première description de la dystrophie myotonique à laquelle il a laissé son nom.

## Biographie

### Jeunesse et formation
Il est le fils de l’avocat Otto Steinert et de sa femme Louise. À partir de 1893 Steinert a étudié la philosophie et la médecine aux universités de Leipzig, Fribourg, Berlin et Kiel, se qualifiant comme médecin en 1898.

### Carrière hospitalo-universitaire
Il est d'abord l'assistant d'Adolph Seeligmüller (1837-1912) à Halle, avant de travailler comme neurologue à Berlin sous Emmanuel Mendel. D'autres emplois comprenaient celui d'assistant de Franz Windscheid à l'institut de pathologie de Leipzig et d'Alfred Fiedler à l'hôpital de la ville de Dresde. Par la suite, il a travaillé comme premier assistant de Heinrich Curschmann (1846-1910) à l'hôpital universitaire de Leipzig, avant d'être nommé professeur assistant en 1910.
C'est en 1909, alors qu'il travaille pour Curschmann que Steinert publie la description de six patients atteints d'un trouble neurologique qui sera plus tard connu sous le nom de dystrophie myotonique. Il a poursuivi ce travail en rassemblant des rapports de cas similaires faits par d'autres. En stimulant électriquement les muscles de ses patients, il observe des mouvements brefs semblables à ceux des vers, identifiées plus tard comme des décharges myotoniques avec relaxation retardée. L'autopsie d'un de ses patients lui permet de décrire les changements pathologiques associés à la maladie : une accumulation de lipides et fibrose des muscles squelettiques sans modification évidente des nerfs périphériques. Les travaux dans ce domaine sont poursuivis par le fils de Curschmann, Hans Curschmann (1875-1950). En reconnaissance de leur travail, la dystrophie myotonique est parfois appelée syndrome de Curschmann-Steinert.

### Vie personnelle et mort
En 1905, il épouse Else Loewenheim (1879-1948), l'une des premières femmes ophtalmologistes allemandes, avec qui il a deux filles (nées en 1906 et 1908) et un fils (né en 1910)
Steinert meurt à l'automne 1911 à Leipzig d'un carcinome corticosurrénalien.